# Giulio Monterenzi
Giulio Monterenzi (Bologna, 1560 – Ferrara, 23 maggio 1623) è stato un vescovo cattolico e funzionario italiano al servizio della Santa Sede.

## Biografia
Figlio di Innocenzo e da Elena Razzari, nacque a Bologna nel 1560. Avviatosi alla carriera ecclesiastica, si laureò in utroque iure nella sua città il 13 ottobre 1580. Prese gli ordini sacri e divenne dapprima consultore e poi procuratore fiscale del Sant'Uffizio il 2 luglio 1597, succedendo a mons. Marcello Filonardi.
Fu autore di un testo, l'Instructio pro formandis processis in causis strigum, sortilegium et maleficiorum, che indicava le modalità di accertamento del corpo del delitto per i casi di stregoneria e magia. Fu erroneamente attribuito al domenicano Desiderio Scaglia, fu rivalutato i studi recenti.
Fu uno dei partecipanti al processo a Giordano Bruno, rielaborando in tre capi d'accusa le tesi principali che portarono alla morte del filosofo, esprimendosi a favore della sua tortura.
Da giurista nel 1603, divenne uditore del camerlengo, Pietro Aldobrandini e nel 1605 assunse la carica di commissario generale della Camera apostolica, partecipando all'istituzione della congregazione per la riforma dei tribunali, voluta da papa Paolo V.
Dal 29 settembre 1609 fu canonico della Basilica di San Pietro in Vaticano, e il 5 maggio 1610 fu nominato alla prestigiosa carica di governatore di Roma.
Non molto gradito al nuovo pontefice, Il 1º ottobre 1618 fu chiamato a succedere al cardinale Erminio Valenti come vescovo di Faenza. Il 7 ottobre 1618 fu consacrato vescovo da Giovanni Garzia Mellini, cardinale presbitero dei Santi Quattro Coronati, con Ulpiano Volpi, arcivescovo emerito di Chieti, e il cardinale Francesco Sacrati, come co-consacranti.

## Genealogia episcopale
La genealogia episcopale è:
- Arcivescovo Filippo Archinto
- Papa Pio IV
- Cardinale Giovanni Antonio Serbelloni
- Cardinale Carlo Borromeo
- Cardinale Gabriele Paleotti
- Cardinale Ludovico de Torres
- Cardinale Giovanni Garzia Mellini
- Vescovo Giulio Monterenzi